# 長野市立三陽中学校
長野市立三陽中学校（ながのしりつさんようちゅうがっこう）は、長野県長野市にある公立中学校。

## 概要
1954年に、古牧・朝陽・大豆島の3小学校を学区として新設された。校名「三陽」は、「三」が古牧・朝陽・大豆島の3小学校区を象徴し、「陽」は当時市の最も東に位置していたことから、「われわれは長野市の太陽のような子でありたい」といった願いをこめて命名されたものである。また、「三」には「真・善・美」や「知・情・意」、「陽」には「光」「希望」「理想」といった意味も込められている。
設立当時の学校周辺にはれんげ草が一面に咲き乱れていた。踏まれてもその度に深く根を張り、春が来ると可憐な花をつけるれんげ草の姿に思いを託した「れんげ精神」が、教育目標と並んで創立以降受け継がれている。れんげ草は中学校の象徴となっており、毎年秋に開催される文化祭の名称は「れんげ祭」、学校だよりの名称は「れんげだより」である。

### 所在地
〒381-0034　長野県長野市大字高田1607

### 教育目標
心豊かに たくましく生きぬく生徒

#### 目標とする生徒像
- 自分の目標を持ち、その実現に向かって努力する生徒になろう。
- 自ら考えて行動するとともに、自分の良さを伸ばす生徒になろう。
- 美しいものを美しいと感じる高尚な心を持つ生徒になろう。
- ひとのいたみがわかり、他を思いやる心を持つ生徒になろう。

### 校章
校章に描かれている三つの輪は、「三陽」の「三」と「日輪」を象徴し、「星」は旧長野市（本校発足当時）の市章を示したものである。

### 校歌
作詞：勝承夫、作曲：平井康三郎

## 沿革
- 1955年（昭和30年）4月1日 - 古牧小学校・朝陽小学校・大豆島小学校を学区として新設中学校として発足[2]。
- 2004年（平成16年）- 創立50周年を迎える。
- 2016年（平成28年）- 北校舎西棟の耐震工事が完了。

## 通学区域
当校の通学区域は、長野市立小学校及び中学校の通学区域に関する規則第2条により定められている。
- 大字高田（一部）
- 平林2丁目（一部）
- 南高田1丁目
- 南高田2丁目
- 大字南長池
- 大字西尾張部
- 若宮1丁目
- 若宮2丁目
- 大字東和田
- 大字西和田
- 西和田1丁目
- 西和田2丁目（一部）
- 大字風間（一部）
- 大字屋島
- 大字北長池
- 大字北尾張部
- 桜新町

## 部活動
- バスケットボール部
- バレーボール部
- ソフトテニス部
- 野球部
- サッカー部
- 三陽陸上クラブ
- 卓球部
- 合唱部
- 吹奏楽部 - 2000年全国大会銅賞、
- 美術部
- 演劇部
- 技術部
- 華道クラブ

部活動の掛け持ちはできない。ただしクラブ活動の掛け持ちは可能となっている。

## アクセス
| バス停           | バスルート                  | 直線距離 |
| ---------------- | --------------------------- | -------- |
| 南長池           | 長野・屋島・須坂線          | 236m     |
| 三陽中学校入り口 | 北屋島線＿104、北屋島線＿45 | 341m     |
| 南長池下         | 長野・屋島・須坂線          | 453m     |
| 若宮             | 北屋島線＿104、北屋島線＿45 | 456m     |
| 西尾張部         | 北屋島線＿104、北屋島線＿45 | 473m     |
| 緑ヶ丘小学校口   | 長野・屋島・須坂線          | 483m     |